# Ангофа (Муреш)
Ангофа (рум. Angofa) насеље је у Румунији у округу Муреш у општини Сигишоара. Oпштина се налази на надморској висини од 491 m.

## Становништво
Према подацима из 2002. године у насељу је живело 4 становника.